# Michał Leśniewski (historyk)
Michał Filip Leśniewski (ur. 30 września 1966 r. w Warszawie) – polski profesor nauk humanistycznych, nauczyciel akademicki
Uniwersytetu Warszawskiego. Były profesor nadzwyczajny w Instytucie Historycznym UW i na Wydziale Nauk Politycznych Wyższej Szkoły Humanistycznej im. Aleksandra Gieysztora w Pułtusku.

## Życiorys
Studia rozpoczął w 1985 r. w Instytucie Historii Uniwersytetu Warszawskiego, obronił magisterium w 1990 r. Siedem lat później na Wydziale Historycznym Uniwersytetu Warszawskiego obronił pracę doktorancką pt. „Miejsce Południowej Afryki w kształtowaniu koncepcji polityki imperialnej Wielkiej Brytanii 1899 - 1914" uzyskując stopień naukowy doktora. W 2010 r. w tej samej jednostce uzyskał habilitację na podstawie książki ,,Afrykanie, Burowie, Brytyjczycy. Studium wzajemnych relacji, 1795-1854".
W latach 1990–1991 pracował jako specjalista do spraw krajów anglojęzycznych w Stowarzyszeniu “Wspólnota Polska”. Zatrudniony w Instytucie Historycznym UW od roku 1991 jako asystent, a od 1998 r. jako adiunkt.
W latach 1991–2009 współpracownik Ośrodka Studiów Amerykańskich UW. W 1991 roku uczestniczył w „Oxford Summer School of International Relations”, zorganizowanym w Exeter College w Oxfordzie. W 1994 roku stypendium naukowe w Instytucie Kennedy’ego w Freie Univerisitat w Berlinie. W 1995 roku jako stypendysta programu Oxford Hospitality Scheme przebywał w Nuffield College. W 1995/1996 na stypendium Fullbrighta w Indiana University w Bloomington. Od 1996 roku regularne badania archiwalne w Londynie w National Archives (Kew). 
W 2001/2002 r. pobyt na wymianie naukowej w Stanach Zjednoczonych w University of Notre Dame.
W 2006 r. i 2015 roku badania archiwalne w Cape Town Archives Repository w Kapsztadzie. 
W 2012 roku otrzymał grant Narodowego Centrum Nauki na realizację projektu - ,,Między konfliktem a koegzystencją. Natal i Zululand w latach 1836-1848".
W 2014 r. prowadził badania archiwalne w Killie Campbell Africana Library w Durbanie, Pietermaritzburg Archives Repository w Pietermaritzburgu, Talana Museum w Dundeei. Jest stałym współpracownikiem półrocznika “Werkwinkel. Journal of Low Countries and South African Studies”. 
Od 2017 r. członek African Studies Association.
W 2021 r. otrzymał tytuł naukowy profesora nauk humanistycznych.
Aktualnie jest członkiem zarządu Fundacji Naukowej Przyjaciół Instytutu Historycznego Uniwersytetu Warszawskiego „Klio” oraz członkiem Rady Naukowej Dyscypliny Historia Uniwersytetu Warszawskiego.
W 2023 r. został wybrany na opiekuna naukowego Międzywydziałowego Koła Naukowego Historii Myśli Konserwatywnej.

## Najważniejsze publikacje
1. Zarys dziejów Afryki i Azji, 1869-2000. Historia konfliktów, Warszawa 2000.
2. Wojna burska 1899-1902, Warszawa 2001.
3. Miejsce Południowej Afryki w kształtowaniu koncepcji polityki imperialnej Wielkiej Brytanii 1899-1914, Warszawa 2001.
4. Konflikty kolonialne i postkolonialne w Afryce i Azji 1869-2005, Warszawa 2006.
5. Afrykanie, Afrykanerzy i Brytyjczycy. Studium wzajemnych relacji 1795-1854, Warszawa 2008.
6. Klip River Affair of 1847, Poznań 2018.
7. Wojna Burow z Zulusami 1837-1840. Epizod z dziejów Zululandu i Natalu w XIX wieku, Warszawa 2020.
8. Jedność z różnorodności. Zbiór studiów nad różnymi aspektami dziejów Afryki, Warszawa 2022.

## Aktywność publiczna
Profesor jest zapraszany do różnych audycji o tematyce historycznej i politycznej, dotyczących wydarzeń najnowszych związanych głównie z Wielką Brytanią oraz jej dawnym dominiami, a także koloniami. Jest również częstym gościem audycji dotyczących zagadnień kolonializmu w Afryce oraz wydarzeń na tym kontynencie (w głównej mierze z Republiką Południowej Afryki - dawnym Związkiem Południowej Afryki). Najwięcej wywiadów z nim znajduje się na stronie YouTube.
Jest również zaangażowanym członkiem społeczności miłośników twórczości J.R.R. Tolkiena.